# Sydenham (Londen)
Sydenham is een wijk in de Britse hoofdstad Londen, gelegen in drie Londense boroughs: Southwark, Lewisham en Bromley in Zuid-Londen.

## Geboren
- Beatrice Offor (1864-1920), kunstschilderes
- Gwendoline Eastlake Smith (1883-1941), tennisspeelster
- Elliott Dodds (1889-1977), journalist en liberaal denker
- Steve Jansen (1959), drummer